# Rafael Argelés
Rafael Argelés Escriche (Algeciras, España, 7 de mayo de 1894 - Buenos Aires, Argentina, 1979) fue un pintor español. En el presente, es considerado un maestro del realismo.

## Biografía
Aun habiendo nacido en la localidad de Algeciras, la familia Argelés hubo de modificar su residencia cuando, a los seis meses de edad del joven Rafael, su familia se traslada a Madrid tras la prematura muerte del cabeza de familia, militar de profesión. 
En la capital de España Rafael Argelés estudió en la Escuela Superior de Bellas Artes de San Fernando donde tuvo como maestros a Cecilio Plá y a Muñoz Degrain y donde muy pronto comienza a destacar entre sus compañeros. De este modo en 1912 ganó la medalla honorífica en la Exposición Nacional de Bellas Artes celebrada en el Retiro por su cuadro El consuelo del abuelo.
En 1915 acaba sus estudios y debido a sus notables aptitudes recibe una beca para continuar sus estudios en Italia por el gobierno de Alfonso XIII. Permaneció en Roma hasta 1919, de esta época son sus cuadros Leñadora y Lujuria y Castidad.
Tras su regreso a España se continúan los reconocimiento y los premios al joven pintor, así gana la tercera medalla por su obra Solas en la exposición nacional de 1920 y dos años después vuelve a participar con Retrato de mi madre y Desnudo, en 1926 se presenta de nuevo a la Nacional de Bellas Artes con Entierro del Cristo ganando la segunda medalla y en 1936 aspira a la primera medalla con El Acuarión y El Moisés pero el inicio de la Guerra Civil le obliga a huir a la Argentina. 
Rafael Argelés había sido durante toda su vida un hombre de mundo, aparte de sus estudios en Italia había viajado a Tetuán, en el Marruecos español, donde pintó gran cantidad de cuadros de temática popular, viajó a Brasil en 1930 donde realizó sendas exposiciones en São Paulo y Río de Janeiro, tras ese viaje comenzó su periplo por Sudamérica, viajando a Uruguay y a Argentina donde contrae matrimonio en 1934. Un año después regresará a España donde al poco tiempo dio comienzo la guerra civil viéndose obligado a exiliarse.
Durante los últimos años de la dictadura de Francisco Franco Argelés regresa a España, sobre todo a partir de 1969, participando en diversas exposiciones. En 1972 vuelve a su ciudad natal exponiendo en el Casino cincuenta y siete cuadros. Años después, en 1979 Rafael Argelés morirá en su casa de Buenos Aires.